# Setodes argentipunctellus
Setodes argentipunctellus är en nattsländeart som beskrevs av Mclachlan 1877. Setodes argentipunctellus ingår i släktet Setodes och familjen långhornssländor. Arten är reproducerande i Sverige. Inga underarter finns listade i Catalogue of Life.